# Ито, Иттё
Иттё Ито (яп. 伊藤 一長 Ито Иттё, 23 августа 1945 – 18 апреля 2007) — японский политик, мэр города Нагасаки.

## Биография
Окончил университет Васэда. В 1995 году был избран мэром города Нагасаки. Занимал этот пост в течение трёх сроков. Баллотировался на четвёртый срок, но был убит во время предвыборной кампании. Был сторонником ядерного разоружения. В 2005 году в день шестидесятой годовщины бомбардировки Нагасаки Иттё произнёс речь, в которой осудил использование США ядерного оружия.
17 апреля 2007 года был ранен двумя выстрелами из револьвера с близкого расстояния. После покушения Иттё был доставлен в госпиталь университета Нагасаки, но утром 18 апреля скончался от потери крови. Убийцей Иттё оказался Тэцуя Сироо, член группировки якудза Ямагути-гуми. Причиной убийства мог стать конфликт, произошедший между Сироо и администрацией города в 2003 году. Тогда Сироо повредил машину, въехав в яму на стройке. 26 мая 2008 года Сироо был приговорён к смертной казни, но позднее приговор был отменён.
Иттё стал вторым мэром Нагасаки, на которого было совершено покушение. Его предшественник Хитоси Мотосима в одной из речей осудил действия императора Хирохито в период Второй мировой войны, после этого на Мотосиму было совершено покушение, он был ранен, но остался в живых.